# Beit Yanai
Beit Yanai (hébreu : בֵּית יַנַּאי, litt. « Maison de Yanai ») est un moshav israélien situé dans le conseil régional d'Emek Hefer et le district centre. Il se trouve dans la plaine de Sharon sur la côte méditerranéenne, à six kilomètres au nord de Netanya. Il compte 392 habitants en 2016.

## Historique
Le moshav est fondé en 1933 par des immigrés juifs de Lituanie, de Pologne et, pour certains, des États-Unis. Il est nommé d'après le roi hasmonéen Alexandre Jannée, appelé Alexander Yanai en hébreu. Le village accueille ensuite des migrants venus d'Afrique du Sud. Il compte 100 habitants en 1947.
Au nord du moshav se trouve l'épave de l'Altalena, un cargo de débarquement construit en 1938. Il était amarré à cet endroit et servait à transporter clandestinement des Citrus.
Beit Yanai fait partie de l'Union agricole.